# Commaladera macrophthalma
Commaladera macrophthalma är en skalbaggsart som beskrevs av Moser 1915. Commaladera macrophthalma ingår i släktet Commaladera och familjen Melolonthidae. Inga underarter finns listade i Catalogue of Life.